# Herschel Evans

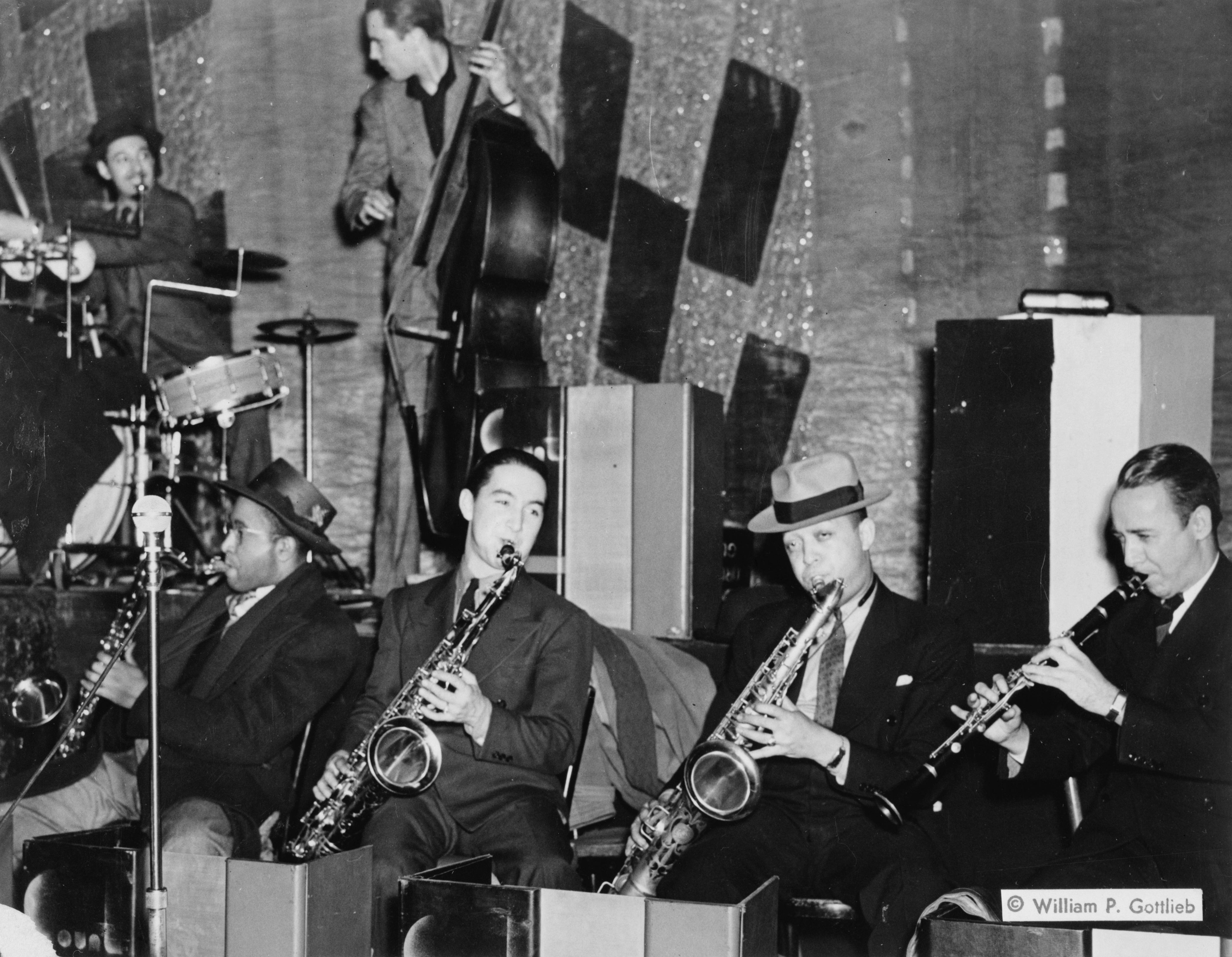
Ray Bauduc, Herschel Evans, Bob Haggart, Eddie Miller, Lester Young, Matty Matlock, Howard Theatre, Washington D.C..
Fotografie von William P. Gottlieb.

Herschel Evans (* 9. März 1909 in Denton, Texas; † 9. Februar 1939 in New York City) war ein US-amerikanischer Jazz-Tenorsaxophonist des Swing. Bekannt wurde er durch sein Spiel im Count Basie Orchestra 1936 bis 1939. Er starb schon mit 29 Jahren an einer Herzkrankheit.

## Leben und Werk
Herschel Evans wurde zwar in Texas geboren, verbrachte seine Kindheit aber überwiegend in der Region von Kansas City, wo sein Cousin arbeitete, der Posaunist und Gitarrist Eddie Durham. Dieser überredete ihn zum Wechsel vom Alt- zum Tenorsaxophon. Evans erwarb sich seinen ersten Ruhm in den Jamsessions im Jazz District zwischen der zwölften und achtzehnten Straße von Kansas City. In den 1920er Jahren kehrte er vorübergehend nach Texas zurück und spielte 1928/29 im Troy Floyd Orchestra in San Antonio. In dieser Band blieb er bis 1932. 1934 spielte er bei Coleman Hawkins; eine Zeit lang trat er mit Lionel Hampton und Buck Clayton in Los Angeles auf.
Mitte der 1930er Jahre kehrte er nach Kansas City zurück; von 1936 bis zu seinem Tod spielte er im Count Basie Orchestra. In diesen Jahren erreichte Herschel Evans’ Ruhm seinen Höhepunkt: Er lieferte sich musikalische Duelle mit seinem Band- und Tenor-Kollegen Lester Young, die zu Jazz-Klassikern wurden. One O’Clock Jump zeigt die kontrastierenden Stile von Evans und Young. Seine impulsive, von Coleman Hawkins beeinflusste Spielweise stand im Gegensatz zum eher gelassenen Spiel von Lester Young. Nach der Ausformung des typischen Hawkins-Stils mit kurzen und einfachen Phrasen, die mit großer Kraft und Vehemenz geblasen wurden, bekam Herschel Evans große Bedeutung für spätere Tenoristen wie Don Byas, Buddy Tate (der ihn bei Basie ersetzte), Illinois Jacquet und Arnett Cobb.
Herschel Evans arrangierte Count Basies Texas Shuffle und Doggin’ Around (1938) und ist als Klarinettist in Jumpin’ at the Woodside (1938) zu hören. Einige seiner besten Soli finden sich in Basies The Glory Of Love, One O’ Clock Jump, John’s Idea und Smarty (1937) Gerorgianna, Send For You Yesterday, Swinging The Blues, Doggin’ Around, Texas Shuffle und Blue And Sentimental (1938). Hinzu kommen Lionel Hamptons Shoe Shiner’s Drag und Muskret Ramble und Harry James’ One A Clock Jump und Life Goes To A Party (1938). Außerdem liegen Einspielungen mit Troy Floyd (1929), Mildred Bailey und Teddy Wilson vor.

## Diskographie
als Sideman bei
- Hot Lips Page: Pagin’ Mr. Page: His Greatest Recordings 1932–1946 (ASV)
- Richard M. Jones: 1927–1944 (Classics)
- Count Basie: The Original American Decca Recordings (MCA GRP 36112) 1937–1939
- Lester Young: Lester Amadeus (Phontastic, 1936–1938)
- Count Basie: 1936–1938; 1938–1939 (Classics)
- Teddy Wilson: 1938 (Classics)
- Harry James: 1937–1939 (Classics)
- Lionel Hampton: 1938–1939 (Classics)
- Billie Holiday: The Quintessential (Columbia, 1938)

## Anmerkung
1. ↑  Er wird in einigen Nachschlagewerken als „Hershel Evans“ aufgeführt

| Personendaten    | Personendaten                                     |
| ---------------- | ------------------------------------------------- |
| NAME             | Evans, Herschel                                   |
| ALTERNATIVNAMEN  | Evans, Hershel                                    |
| KURZBESCHREIBUNG | US-amerikanischer Jazz-Tenorsaxophonist des Swing |
| GEBURTSDATUM     | 9. März 1909                                      |
| GEBURTSORT       | Denton, Texas, Vereinigte Staaten                 |
| STERBEDATUM      | 9. Februar 1939                                   |
| STERBEORT        | New York City, New York, Vereinigte Staaten       |